# Joachim Metelmann
Joachim Metelmann (geboren am 18. Januar 1952 in Kasseedorf) ist ein ehemaliger deutscher Fußballtorwart.

## Sportlicher Werdegang
Metelmann begann seine sportliche Laufbahn bei der Betriebssportgemeinschaft Empor Altentreptow und wechselte 1970 zu Hansa Rostock. Dort spielte er bis 1973. In dieser Zeit war er einmal in der höchsten Spielklasse der DDR, der Oberliga, eingesetzt, nämlich in der Saison 1972/1973. Am 17. Spieltag jener Saison, beim Auswärtsspiel in Dresden (0:4), wechselte ihn Trainer Horst Saß zur zweiten Halbzeit für Stammtorhüter Dieter Schneider ein.  Zur Saison 1973/74 wechselte er zur ASG Vorwärts Stralsund, stieg in die höchste Spielklasse auf und ein Jahr später- ohne Einsatz- als Tabellenletzter direkt wieder ab. 1976 vollzog sich Metelmanns letzter Wechsel. Es führte ihn zur BSG Post Neubrandenburg, wo er bis 1985 in der DDR-Liga aktiv war.